# 上木らいち
上木らいち（かみきらいち）は、早坂吝の推理小説「上木らいちシリーズ」の主人公である探偵。

## プロフィール
初登場は○○○○○○○○殺人事件でオフ会の参加者の一人である。
高級マンションの707号室に住む赤い髪をした美しい女子高生であり、正体は援助交際を繰り返す娼婦。職業柄性的な事件に巻き込まれることが多く、自身の経験とテクニックから事件を解決する。
推理力は確かな物であり、多くの事件を解決している。
美しい容貌からストーカーや変質者や強姦未遂の被害にも合うが自身の機転と推理で巧みに躱す。
性交の値段は一回5万であり、客は若者から老人まで様々であり特に好みはない。むしろまともな男性だけではなく、ストーキングや盗撮魔などの変質者などと行為におよぶこともある。
一方で客には愛着があり、殺害された客には真相を明らかにしている。

## 知人・関係者
刑事の藍川はらいちの客であり事件の相談や依頼をされることもある。一方で、髪を引っ張るなどの暴力的な性交をされられる。だが、らいちは商売の一環として気にせず対応し、むしろ藍川には好意的に対応する。『双蛇密室』ではその出自が明らかになり、らいちに真相を話されショックを受け一時刑事を辞めようとすら思っていた。
藍川の同僚である女性刑事の小松凪は藍川のことを好意的に思っており、らいちとの関係をよく思ってない。

## 書誌一覧
- ○○○○○○○○殺人事件（2014年9月 講談社ノベルス / 2017年4月 講談社文庫）
- 虹の歯ブラシ 上木らいち発散（2015年2月 講談社ノベルス / 2017年9月 講談社文庫）
- 誰も僕を裁けない（2016年3月 講談社ノベルス / 2018年7月 講談社文庫）
- 双蛇密室（2017年4月 講談社ノベルス / 2019年6月 講談社文庫）
- メーラーデーモンの戦慄（2018年9月 講談社ノベルス）